# Malperia
Malperia es un géneromonotípico de plantas de la familia de las asteráceas. Su única especie: Malperia tenuis es originaria  del desierto de Sonora del estado de California en Estados Unidos y del estado mexicano de Sonora.

## Descripción
Se trata de una planta rara,  anual con pequeñas flores blancas o rosadas en forma de campana.
Las plantas de este género solo tienen disco (sin rayos florales) y los pétalos son de color blanco, ligeramente amarillento blanco, rosa o morado (nunca de un completo color amarillo).

## Taxonomía
Malperia tenuis fue descrita por  Sereno Watson  y publicado en Proceedings of the American Academy of Arts and Sciences 24: 54. 1889.
Etimología
El nombre Malperia es un anagrama del apellido del botánico Edward Palmer.
sinonimia
- Hofmeisteria tenuis (S.Watson) I.M.Johnst.[7]